# Palmera tebaica
La palmera tebaica (Hyphaene thebaica) o palmera dom és un tipus de palmera amb diversos troncs (estípits) i fruits comestibles. És nativa de la vall del Nil a Egipte i Sudan i en zones de ribera al nord-oest de Kenya. En l'antic Egipte aquesta palmera es feia servir pels seus fruits, la seva fibra i la seva fusta, en canvi la palmera datilera no era autòctona d'Egipte i només fonava dàtils si es pol·linitzava a mà.

## Usos
La seva fibra i folíols els fa servir la gent de la vall del Nil per a fer cistells. Era considerada sagrada a l'Antic Egipte i la seva llavor es va trobar a moltes tombes de faraons. El 44 de setembre de 2007 es va anunciar que s'havien trobat 8 cistells, fets d'aquesta palmera, de 3.000 anys a la tomba de Tutankhamon. Els fruits tradicionalment s'ofreixen en els enterraments.
Els dàtils de la palmera tebaica es fan servir en pastissos i dolços. En estat cru són comestibles, els brots dels germinats d eles llavors es mengen com verdura.

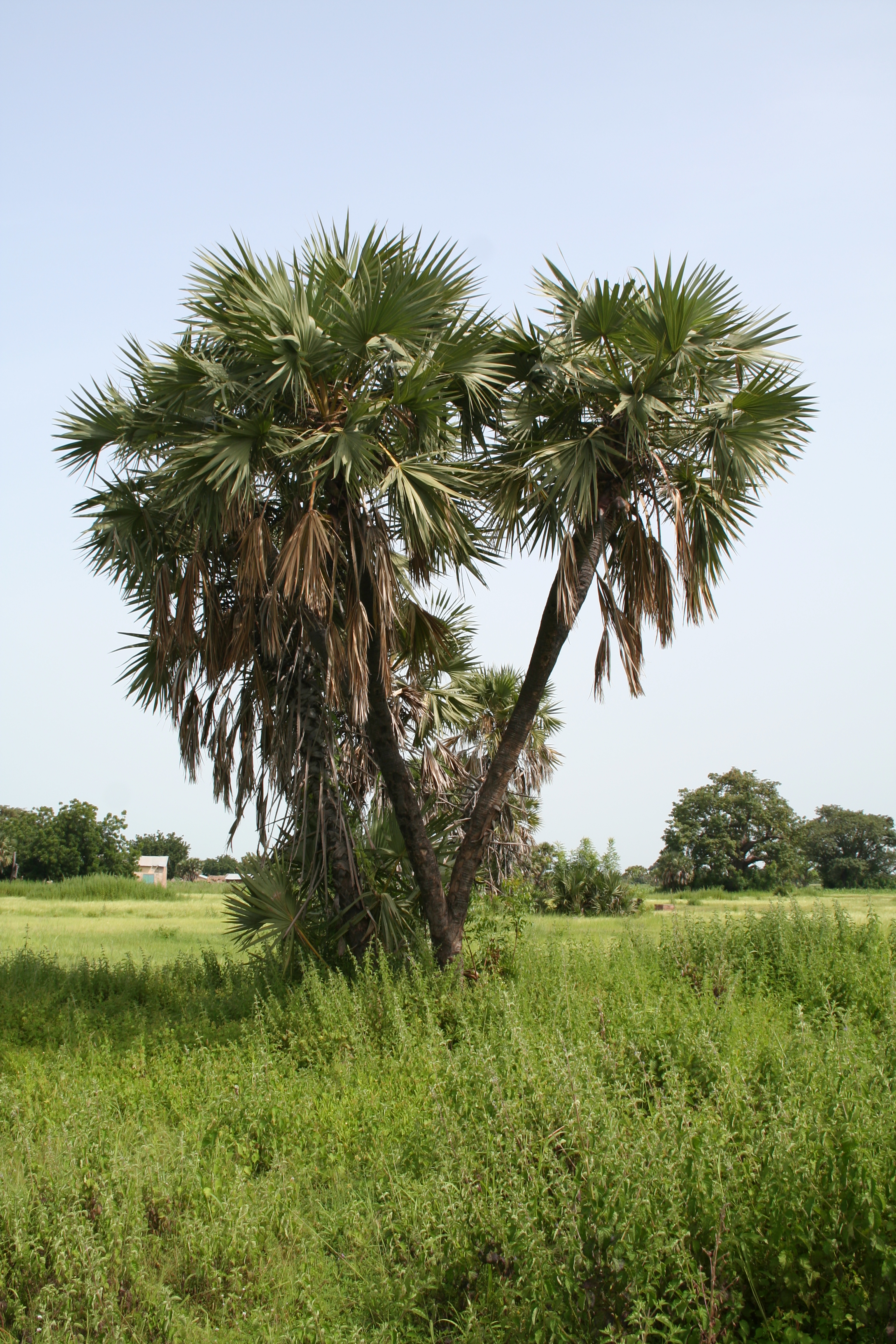
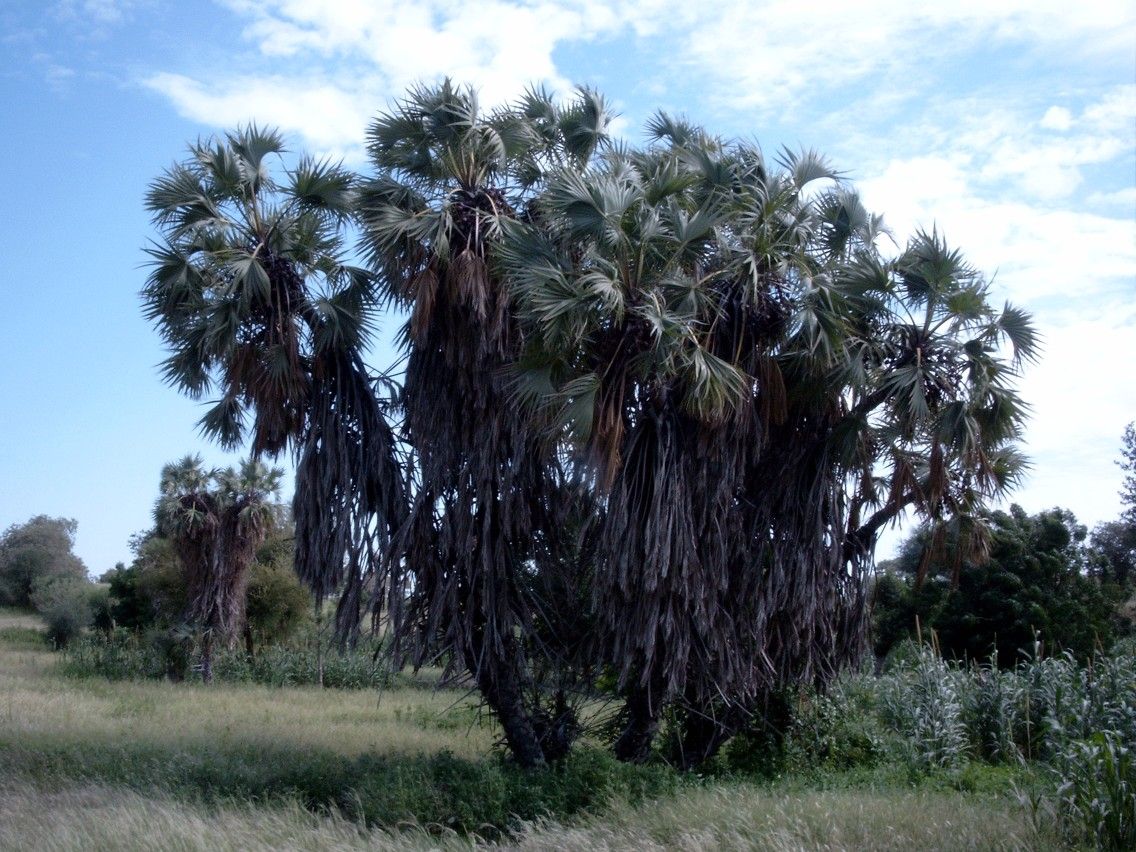